# 墮婆登國
堕婆登，又作婆登、堕波登，或简称为堕婆 。唐朝时南海地名。
堕婆登国，在林邑之南，在海上行走二月。东与诃陵、西与迷黎车相接，北界大海。风俗与诃陵略同。堕婆登国种稻，每月一熟。也有文字，写在贝多叶上。死去的人者，口中填上金子，又用金钏贯在四肢，然后加以婆律膏及龙脑等香，积柴火化。貞觀二十一年（647年），堕婆登王遣使向唐朝献古贝、象牙、白檀，唐太宗玺书答复，并赐给他杂物。故地有今印度尼西亚苏门答腊岛东岸外的巴塔姆岛或巴东岛。

## 延伸阅读
[在维基数据编辑]
 《舊唐書·卷197》，出自刘昫《舊唐書》